# Cheorades nigribimba
Cheorades nigribimba là một loài ruồi trong họ Asilidae. Cheorades nigribimba được Bromley miêu tả năm 1935.